# Cosmia moderata
Cosmia moderata är en fjärilsart som beskrevs av Otto Staudinger 1888. Cosmia moderata ingår i släktet Cosmia och familjen nattflyn. Inga underarter finns listade i Catalogue of Life.